# تياغو غاوتشو
تياغو غاوتشو هو لاعب كرة قدم برازيلي في مركز الوسط، ولد في 16 أغسطس 1984 في Ijuí ‏ في البرازيل. لعب مع جمعية أرابيراكا الرياضية ونادي سيارا ونادي غاما ونادي فيلا نوفا.

## وصلات خارجية
- تياغو غاوتشو على موقع قاعدة بيانات كرة القدم.إي يو (الإنجليزية)
- تياغو غاوتشو على موقع Soccerway.com (الإنجليزية)